# Modell harter Kugeln
Harte Kugeln sind ein häufig verwendetes Teilchenmodell für Fluide und Festkörper in der statistischen Mechanik. Sie sind definiert als nicht-durchdringbare Kugeln im Raum, die sich nicht überlappen können, und modellieren die starke Abstoßung, die Atome und kugelförmige Moleküle auf sehr kleinen Distanzen zueinander erfahren. Untersucht werden harte Kugeln mittels analytischer Methoden, durch Simulation molekularer Dynamik sowie die experimentelle Untersuchung von bestimmten Kolloid-Modellsystemen. Siehe auch Hard-core-Prozess.

## Formale Definition
Harte Kugeln mit Durchmesser {\displaystyle \sigma } sind Teilchen mit dem folgenden paarweisen Wechselwirkungspotential:
{\displaystyle V\left(\mathbf {r} _{1},\mathbf {r} _{2}\right)={\begin{cases}0&\left|\mathbf {r} _{1}-\mathbf {r} _{2}\right|\geq \sigma \\\infty &\left|\mathbf {r} _{1}-\mathbf {r} _{2}\right|<\sigma \end{cases}}}
wobei {\displaystyle \mathbf {r} _{1}} und {\displaystyle \mathbf {r} _{2}} die Positionen der beiden Teilchen beschreiben.

## Harte-Kugeln-Modell für ein Gas
Die ersten drei Virialkoeffizienten für harte Kugeln können analytisch ermittelt werden:
| {\displaystyle {\frac {B_{2}}{v_{0}}}}       | = | {\displaystyle 4{\frac {}{}}} |
| {\displaystyle {\frac {B_{3}}{{v_{0}}^{2}}}} | = | {\displaystyle 10{\frac {}{}}} |
| {\displaystyle {\frac {B_{4}}{{v_{0}}^{3}}}} | = | {\displaystyle -{\frac {712}{35}}+{\frac {219{\sqrt {2}}}{35\pi }}+{\frac {4131}{35\pi }}\arccos {\frac {1}{\sqrt {3}}}\approx 18{,}365} |

Koeffizienten höherer Ordnung können durch Monte-Carlo-Integration numerisch gefunden werden. Beispielhaft seien die folgenden aufgelistet:
| {\displaystyle {\frac {B_{5}}{{v_{0}}^{4}}}} | = | {\displaystyle 28{,}24\pm 0{,}08} |
| {\displaystyle {\frac {B_{6}}{{v_{0}}^{5}}}} | = | {\displaystyle 39{,}5\pm 0{,}4}   |
| {\displaystyle {\frac {B_{7}}{{v_{0}}^{6}}}} | = | {\displaystyle 56{,}5\pm 1{,}6}   |

Eine Tabelle von Virialkoeffizienten für bis zu acht Dimensionen können im SklogWiki gefunden werden.
Das Harte-Kugeln-System bildet einen Flüssig-Fest-Phasenübergang zwischen den Packungsdichten für Gefrieren {\displaystyle \eta _{\mathrm {f} }\approx 0{,}494} und Schmelzen {\displaystyle \eta _{\mathrm {m} }\approx 0{,}545}. Der Druck divergiert bei der dichtesten Zufallspackung {\displaystyle \eta _{\mathrm {rcp} }\approx 0{,}644} für den metastabilen Flüssigkeitszweig und bei dichtesten Kugelpackung {\displaystyle \eta _{\mathrm {cp} }={\sqrt {2}}\pi /6\approx 0{,}74048} für den stabilen festen Zweig.

## Harte-Kugeln-Modell für eine Flüssigkeit
Der Strukturfaktor für eine Flüssigkeit aus harten Kugeln kann über die Percus-Yevick-Näherung berechnet werden.

Phasendiagramm eines Systems harter Kugeln (Durchgezogene Line – stabiler Ast, gestrichelte Line – metastabiler Ast): Druck als Funktion der Packungsdichte (Kristallographie)

## Verallgemeinerungen
Nicht nur Kugeln können mit einem harten Wechselwirkungspotential ausgestattet werden, sondern auch Körper beliebiger Geometrie.